# 德里克·福德斯
德里克·福德斯（Derek Fowlds，1937年9月2日—2020年1月17日）是一位已故英國演員，因在英国广播公司著名電視喜劇《是，大臣》和《是，首相》中扮演行政事务大臣首席私人秘书、首相首席私人秘书伯纳德·伍利以及在英国独立电视台長壽警察职业劇《心跳》中扮演奥斯卡·布莱克顿（Oscar Blaketon）而闻名。
2020年1月17日，福德斯因肺炎及其并发症在当日早上于巴斯的皇家联合医院去世。

## 生平
福德斯出生於倫敦旺兹沃思，是凱莎·妙麗葉兒（Ketha Muriel）(原姓為：崔契爾（Treacher）) 與售貨員詹姆斯·惠特尼·福德斯（James Witney Fowlds）之子。他就讀於位於赫特福德郡伯克翰斯德的Secondary Modern School。
在業余表演之後，他在皇家戲劇藝術學院接受訓練，在西區劇院表演了The Miracle Worker，成為他的首演。他演出過多部電影，包括 The Miracle Worker (1964), Hotel Paradiso (1966), Frankenstein Created Woman (1967) 和The Smashing Bird I Used to Know (1969)，在兒童節目Basil Brush中代替Rodney Bewes表演主持人'Mr. Derek'，使他得以在英國電視上首次出名。他在《是，大臣》和续集《是，首相》中與保罗·爱丁顿、奈杰尔·霍斯伦共同表演，角色為Bernard Woolley，這可能是他最出名的角色。
在1983年-1985年間，他在情景喜劇Affairs of the Heart中領銜主演。他在1990年政治驚悚劇Die Kinder中表演了一個凶險的角色。 Fowlds 之後在整個ITV長壽懷舊警察劇Heartbeat中扮演了Oscar Blaketon。該角色最開始是地方警察局巡佐，之後退休開了一家郵局，最後當了酒吧老闆。

## 電視角色

### 喜劇
| 時間      | 劇目                    | 角色                         |
| --------- | ----------------------- | ---------------------------- |
| 1969–1973 | The Basil Brush Show    | Mr Derek                     |
| 1980–1984 | 《是，大臣》            | Bernard Woolley              |
| 1982      | Minder                  | Meadhurst                    |
| 1983–1985 | Affairs of the Heart    | Peter Bonamy                 |
| 1986–1988 | 《是，首相》            | Bernard Woolley              |
| 1988      | The Settling of the Sun | Kurt Friedman/Michael Robson |

### 戲劇
| 時間      | 劇目       | 角色           |
| --------- | ---------- | -------------- |
| 1992–2010 | Heartbeat  | Oscar Blaketon |
| 1990      | Die Kinder | Lomax          |

## 外部連結
- 德里克·福德斯在互联网电影资料库（IMDb）上的資料（英文）
- Derek Fowlds as Oscar Blaketon in 'Heartbeat' （页面存档备份，存于）
- Derek Fowlds as 'Tempo' in 'Solarnauts' - an unsold British 1960s SciFi pilot （页面存档备份，存于）